# Schusterius tridigitus
Genre
Espèce
Synonymes
- Macrobiotus tridigitus Schuster, 1983

Schusterius tridigitus, unique représentant du genre Schusterius, est une espèce de tardigrades de la famille des Macrobiotidae. 

## Distribution
Cette espèce est endémique d'Argentine. Elle se rencontre en Terre de Feu.

## Publications originales
- Schuster, 1983 : A new species of Macrobiotus from Tierra del Fuego (Tardigrada: Macrobiotidae). Pan-Pacific Entomologist, vol. 59, no 1/4, p. 254-255.
- Kaczmarek & Michalczyk, 2006 : Redescription of Macrobiotus tridigitus Schuster, 1983 and the erection of a new genus of Tardigrada (Eutardigrada, Macrobiotidae). Journal of Natural History, vol. 40, no 19/20, p. 1223-1229.